# Yulian Semyonovich Semyonov
Yulian Semyonovich Semyonov (tên tiếng Nga: Юлиа́н Семёнович Семёнов; 8 tháng 10 năm 1931 - 15 tháng 9 năm 1993) là một nhà văn Liên Xô chuyên viết các tiểu thuyết phản gián.

## Tiểu sử và sự nghiệp
Vào năm 1968, Semyonov đã viết một cuốn tiểu thuyết theo ý thức hệ chính thống có tên là Mười bảy khoảnh khắc mùa xuân, dựa trên câu truyện có thật của một điệp viên người Nga, "Stirlitz", trong thời gian 17 ngày ngay trước khi chiến tranh thế giới thứ hai kết thúc. Cuốn tiểu thuyết này cũng đã được dựng thành phim truyền hình nhiều tập. Bộ phim Mười bảy khoảnh khắc mùa xuân đã trở nên quen thuộc với nhiều người dân Liên Xô (cũ).

### Tác phẩm
- Không cần khẩu lệnh (Пароль не нужен): 1966
- Mười bảy khoảnh khắc mùa xuân (Семнадцать мгновений весны): hoàn thành năm 1969, xuất bản năm 1970
- TASS được quyền tuyên bố... (ТАСС уполномочен заявить…): 1970
- Kim cương dành cho chuyên chính vô sản (Бриллианты для диктатуры пролетариата): 1971
- Sự dịu dàng (): 1975